# Казарка мала
Казарка мала (Branta hutchinsii) — вид казарок, що поширені на крайній півночі Північної Америки.

## Опис
Це дрібні гуси, як правило, селяться поряд з гніздами пернатих хижаків в тундрі, для них це практично єдиний спосіб успішно вивести потомство на материку. На відміну від великих гусей, птахи, що летять, рідко дотримуються ладу, збиваючись у безладну зграю. Довгий час мала канадська казарка вважалася групою дрібних підвидів широко поширеної в Північній Америці канадської казарки (B. canadensis), але за результатами молекулярних досліджень нині виділена в самостійний вид. Дрібний гусак, північно-західні підвиди (minima, leucopareia) — розмірами не більше крижня, мають коротку шию і маленький дзьоб. Довжина 55-80 см, маса 2-4 кг, розмах крил 122—140 см. Забарвлення буре від дуже світлого до темного, іноді з охристим або сіруватим відтінком, низ дещо світліший за верх, шия і голова чорні з відливом, білі плями на щоках з'єднуються на підборідді. У алеутської форми leucopareia бурий і чорний кольори в нижній частині шиї розділяє білий нашийник.

## Поширення і охорона
Гніздиться ця казарка в тундровій і частково тайговій зонах, зимує на півдні США і півночі Мексики. Природний ареал малої алеутської казарки (B.h.leucopareia) колись охоплював Командорські острови, зараз зроблені заходи до відновлення популяції, що гніздиться на Командорах, птахи вирощуються в розпліднику на Камчатці. Цей підвид включений в Червону книгу Росії. У ряді місць мала канадська казарка охороняється законом, полювання на неї заборонене. Багато вузькоареальних популяцій дійсно потребують охорони.